# إيرول أنار
إيرول اَنار (بالتركية: Erol Anar)‏(ولد في 27 مايو1965 في هافظه بسامسون) كاتب تركي شركسي الأصل.

## سيرته
اَنار؛ طفل من عائلة شركسية، ولد في هافظه عام 1965. بعد أن أتمم تعليمه الابتدائى والثانوي، درس كلاً من: علوم الإنسان بكلية العلوم الإنسانية في جامعة أنقرة، وتاريخ الفن بكلية الاَداب في جامعة اسطنبول، والرسم في جامعة 19 مايو.

## طفولته
اَنار؛ جاء إلى الدنيا في منطقة هافظه بسامسون، تربّى في حي خلف منطقة دورت يول على ساحل نهر ترسكان، من عائلة ذات خمس أطفال كان رابعهم.

## شبابه
أنهى اَنار دراسته الثانوية بهافظه ومن اجل تعليمه العالى ذهب إلى أنقرة واستقر هناك في سكن الطلاب الجامعى للذكور، ظل سنتين في أنقرة واستمر في دراسة علم الإنسان بكلية العلوم الإنسانية في جامعة أنقرة. ولكنه بعد مده ترك الجامعة وذهب إلى إسطنبول بجانب عائلته المهاجرة، دخل مرة أخرى امتحان الجامعة والتحق بكلية الأداب جامعة اسطنبول. ولكنه ترك هذه الجامعة أيضا بعد ان استمر فيها سنة. في هذه الفترة كان في عقله أن يستقر في أوروبا. بعد ذلك استقر مع عائلته في سامسون واستمر هناك ناجحاً بامتحان الجامعة والتحق بقسم الرسم جامعة 19 مايو. في هذه الفترة شغل منصب كلا من عضو ومدير بيت الشعب في سامسون. بالإضافة إلى انه عمل متطوعاً في جمعية حقوق الإنسان بفرع سامسون، وكثيرا ما زار جمعية شمال القوقاز الثقافية. كما أنه نظّم معرض الكاريكاتير المشترك «عين حقوق الإنسان» تحت سقف منظمة حقوق الإنسان بفرع سامسون. في هذه الفترة نُشر كثيراً من رسمه الكاريكاتيري خصوصاً في مجلة ليمون.

## حياة الكاتب
في عام 1990 استقر في انقرة وبدأ العمل في إدارة التعليم الثقافي في بلدة چانكايا، وفي عام 1996 نُشر له أول كتاب كتبه وقبل ذلك كانت بعض المجلات تنشر كتاباته. وبدأ العمل متطوعاً في مجلة حقوق الإنسان، وبعد ذلك عُيّن كرئيس تحرير نشرة الاخبار من قِبل جمعية حقوق الإنسان. دخل إدارة الجمعية وعمل في وظيفة مساعد السكرتير العام لجمعية حقوق الإنسان. وفي عام 1997 كان أول من أسّس مؤسسة وقف تركيا بالشرق الاوسط مع الكاتب الأكاديمى فكرت باشقايا، وبعد ذلك عمل عامين في وظيفة السكرتير العام لهذا الوقف وايضاً في جامعة أوزجور، وقد دخل في تأسيس رئاسة التحرير في مجلة جامعة أوزجور التي تم اصدارها من قبل الوقف، واستمر في نشر كتبه.
عمل في مركز الفن المعاصر ببلدة چانكايا في انقرة، وعمل هناك في ورشة العمل الأدبي وأصدر مجلة سميت ب المدينة والأداب. إيرول اَنار عضواً في مجلة الفنانين الدولية (شتوتغارت)، ولجنة حماية الصحفيين (نيويورك)، ومنظمة العفو الدولية (لندن)، ومؤسسة وقف تركيا بالشرق الاوسط (انقرة)، ومجلة الأدباء (انقرة)، وجمعية حماية حقوق الأطفال (انقرة)، ومراكز المجتمع (سامسون). في عام 1996 اصدرت دار نشر في إسطنبول كتاباته المسمارية، يوجد 15 من كتبه المتنوعة في القصة القصيرة، والمحاكمة، والرواية، والبحث والتحليل. وقد نشرت له المجلات والصحف مثل الإنسان الجديد، والاخبار التركية اليومية، والوجود، والعالمي، والعمل الحر، والجمهورية مقالات في مواضيع حقوق الإنسان، والأداب، والفن .
تم نشر كتابه الأول (الاخطار الوجودي)المترجم إلى البرتغاليةفي البرازيل في نوفمبر 2009، وايضاً تم نشر كتابه (العشاق والعزّاب) من جهة دار نشر جديدة في البرازيل. وكتب على مدار سنة ونصف في عمود صحيفة (فولها دى لوندرينا folha de londrina) البرتغالية الحكومية. وحاليا يكتب عموداً في صحف الانترنت المستقلة مثل: t24.com.tr وEvrensel وcherkessia.net.
ويواصل حياته في البرازيل.

## اَثاره
- إيرول اَنار؛ (عام 2000) (التركية). يوميات قلب مجروح. انقرة: إصدار ديسمبر، الطبعة الثانية: هيرا للنشر. ss. 143. 9759707438.
- إيرول اَنار؛ (عام 1996) (التركية). الملوك والمهرجين. انقرة: كتاب طبعة وطنية. ss. 126. 9757076007.
- إيرول اَنار؛ (عام 1999) (التركية). الحب والطيور عندما تنخفض. انقرة: يوتوبيا للنشر. 9758382047.
- إيرول اَنار؛ (عام 2000) (التركية). النهر يتدفق في داخلي. انقرة: هيرا للنشر. ss. 143.
- إيرول اَنار؛ (عام 2000) (التركية). قصص قصيرة ICQ. انقرة: هيرا للنشر. ss. 256. 9759707438.
- إيرول اَنار؛ (عام 1996) (التركية). تاريخ حقوق الإنسان. إسطنبول: دار نشر الكتابات المسمارية. ss. 360. 9757076007.
- إيرول اَنار؛ (عام 1997) (التركية). المفكر الحر. إسطنبول: إصدار ديسمبر. 9758382047.
- إيرول اَنار؛ (عام 1996) (التركية). وانتهى العشق بعد ذلك. انقرة: هيرا للنشر. ss. 143.
- إيرول اَنار؛ (عام 2000) (التركية). خطابات لك. إسطنبول: هيرا للنشر. ss. 160. 9759707411.
- إيرول اَنار؛ (عام 2000) (التركية). أبواب سلالم أقنعة. انقرة: إصدار ديسمبر. ss. 144. 9759707438.
- إيرول اَنار؛ (عام 1997) (التركية). سكان ما وراء الشاطئ. انقرة: وثيقة البث الدولي. ss. 160. 9757076007.
- إيرول اَنار؛ (عام 2000) (التركية). وانتهى العشق بعد ذلك. انقرة: هيرا للنشر. ss. 160. 9758382047.
- إيرول اَنار؛ (عام 2000) (التركية). ملاحظات على الحياة. انقرة: هيرا للنشر. ss. 96.
- إيرول اَنار؛ (عام 2003) (التركية). أنت. إسطنبول: دار نشر الكتابات المسمارية. ss. 180. 9759707411.

## الجوائز التي حصل عليها
- الجائزة الثالثة، شهداء الصحافة موسى عنتر، عام 1997، إسطنبول.
- الجائزى الثانية، شهداء الصحافة موسى عنتر، عام 1998، إسطنبول.
- جائزة المفكر الحر من وقف هيلمان هامت، عام 1997، (عانى اثنين من الشعراء الأمريكان الشيوعين من القهر في عهد مكارثي)، نيويورك.
- جائزة شرفية، المسابقة الأدبية الوطنية السابعة عشر، أكاديمية بونتاجروس للفنون والأداب، البرازيل، عام 2010.